# Beware! (film, 1919)
Pour les articles homonymes, voir Beware!.
Pour plus de détails, voir Fiche technique et Distribution.
Beware! est un film américain réalisé par William Nigh, sorti en 1919.
L'ancien ambassadeur des États-Unis en Allemagne James W. Gerard tente d'avertir que l'Allemagne risque de se relever après la première Guerre mondiale avec une volonté de revanche.

## Synopsis
Lors de son procès devant une commission internationale, le Kaiser Wilhelm se défend en invoquant Dieu et ses ancêtres. Un officier allemand tue une femme et son fils et viole sa fille. Plus tard, alors qu'elle est devenue infirmière à la Croix-Rouge, elle soigne cet officier et l'empêche de se suicider.

## Fiche technique
- Réalisation : William Nigh
- Scénario : James W. Gerard, Charles Logue
- Production : Warner Bros.
- Durée : 9 bobines
- Date de sortie : 1er juin 1919

## Distribution
- Maurine Powers
- Regina Quinn : l'infirmière française
- Leslie Ryecroft : un soldat britannique
- William Nigh : un officier allemand
- Frank Norcross
- Julia Hurley
- Halbert Brown
- Herbert Standing

## Production
Le film a été tourné aux studios Biograph à New York. James W. Gerard était ambassadeur en Allemagne entre 1913 et 1917, et son livre My Four Years in Germany a servi de base pour un film sorti en 1918, lui aussi produit par Warner Bros.